# Fraxinus greggii
Fraxinus greggii är en syrenväxtart som beskrevs av Asa Gray. Fraxinus greggii ingår i släktet askar och familjen syrenväxter. Inga underarter finns listade i Catalogue of Life.
Växten är en buske eller ett litet träd.
Arten förekommer i norra Mexiko samt i angränsande områden av Arizona, New Mexico och Texas i USA. Fraxinus greggii hittas ofta i områden med kalkstensklippor eller längs vattendrag som tidvis torkar ut.
Ifall larver av skalbaggen Agrilus planipennis når regionen kan de vara ett hot för artens bestånd. I östra USA lever de som parasiter på andra askar. Veden används för att göra eld. Växten hittas bland annat i Big Bend nationalpark. Fraxinus greggii listas av IUCN som livskraftig (LC).